# 복장뼈
복장뼈(영어: sternum, 복수형: sternums 또는 sterna; breastbone) 또는 흉골(胸骨)은 흉부의 전면에 위치한 넥타이처럼 생긴 길쭉하고 납작한 모양의 뼈이다. 복장뼈는 늑연골에 의해 늑골과 연결되어 흉곽의 앞부분을 형성하여 심장과 폐, 그리고 주요 혈관이 상처를 입지 않도록 도와준다. 복장뼈는 흉골병, 흉골체, 검상돌기로 구성된다. 복장뼈는 신체에서 가장 길고 커다란 편평골 중 하나이다. 복장뼈의 영문명인 sternum은 흉부를 뜻하는 그리스어 στέρνον에서 유래하였다.

## 구조
복장뼈는 흉부의 전면에 위치한 길쭉한 편평골이다. 복장뼈의 윗부분은 빗장뼈와 관절을 이루며 지지하고 그 가장가리는 첫 7쌍의 갈비뼈의 갈비연골과 붙어 있다. 복장뼈의 안쪽 표면 또한 복장심장막인대와 연결되어 있다. 가장 윗부분은 목빗근과도 연결되어 있다.

## 같이 보기
- 새가슴
- 오목가슴
- 등뼈